# 南樹林車站
南樹林車站位於新北市樹林區中山路及東興街口，為臺灣鐵路公司縱貫線的鐵路車站。
本站是因應台鐵捷運化計畫中應運而生的一座通勤車站，也是新北市樹林區繼樹林車站、山佳車站之外的第三座車站。

## 車站概要
目前為簡易站，由樹林車站管理。僅停靠區間車（不含長編組）。本站旁邊為臺鐵樹林調車場。
2017年10月1日起，除了平日8:00~17:00有站務人員駐點外，其餘時段如同招呼站模式（無人駐點）。設有公車站牌可轉乘市區公車。

## 車站構造

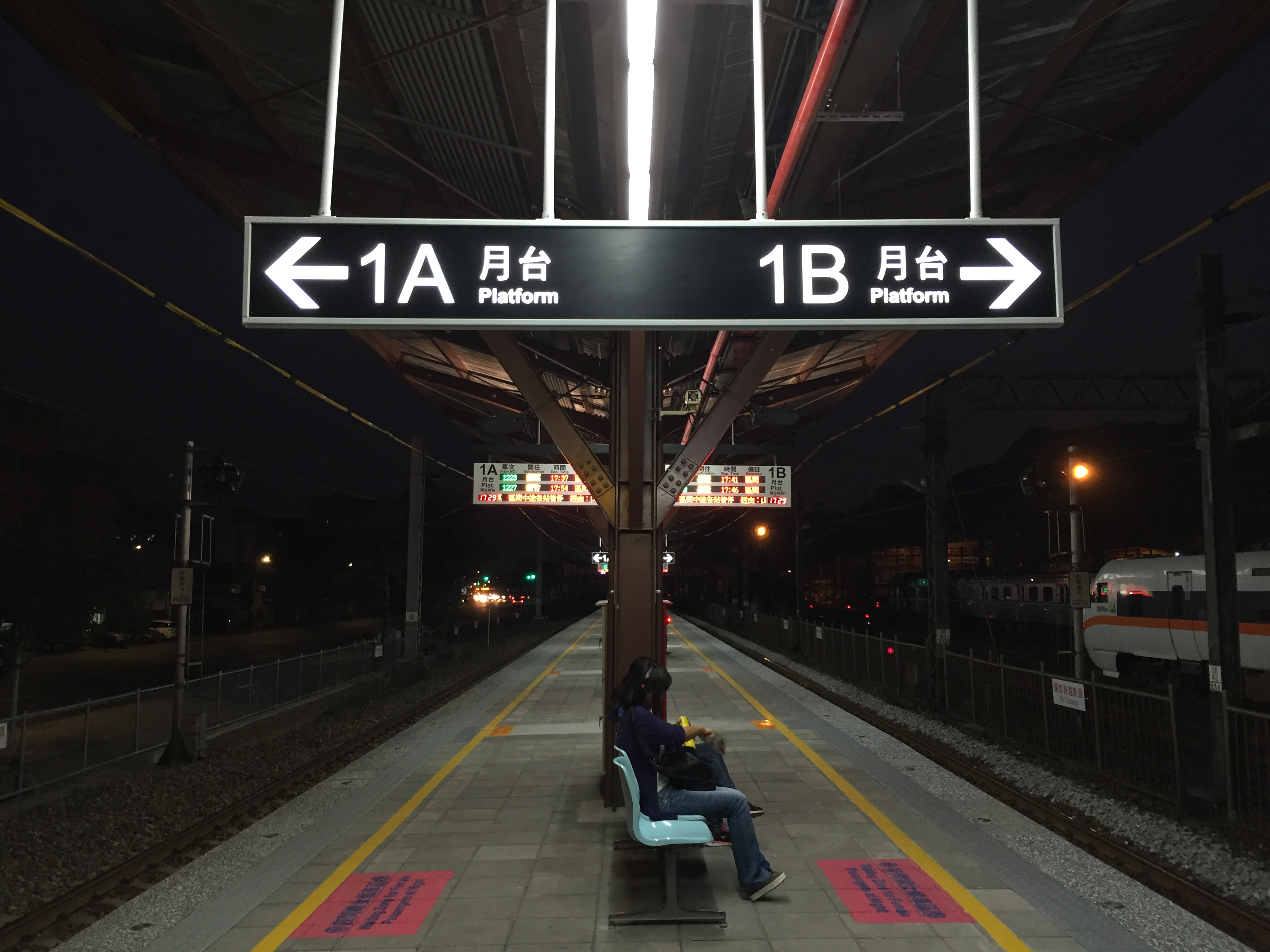
晚間的月台

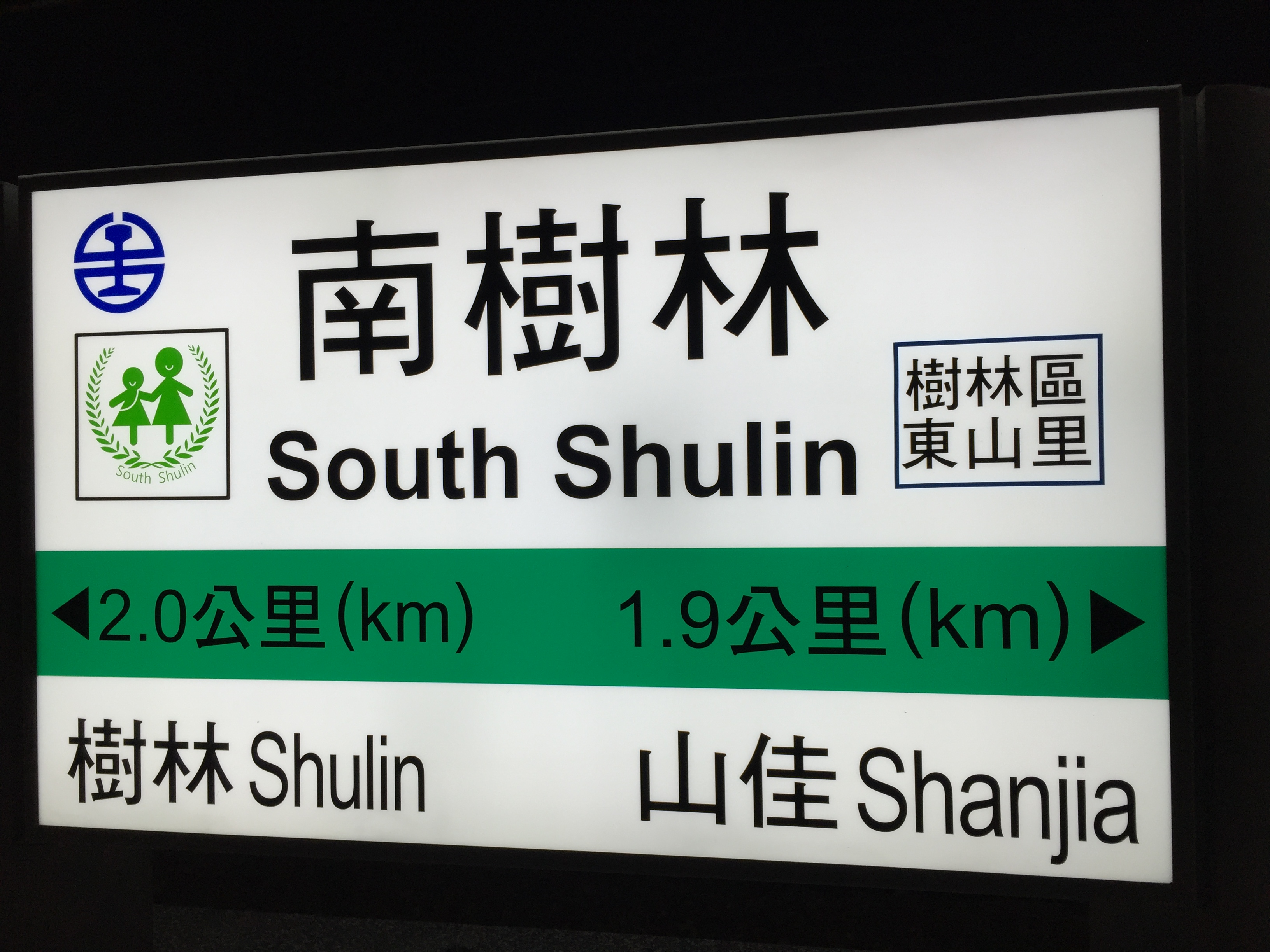
南樹林車站與相鄰車站的距離

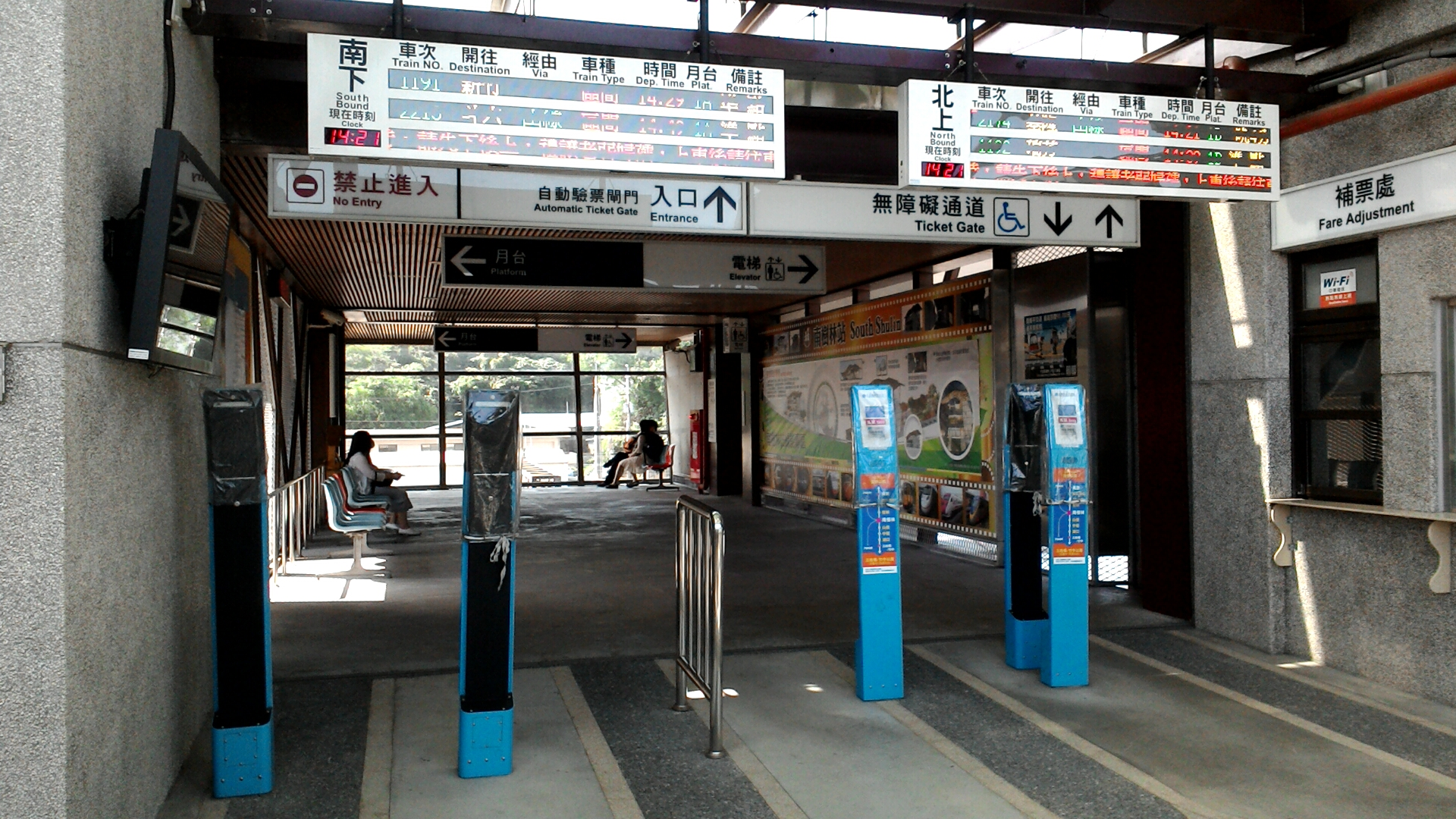
驗票閘門

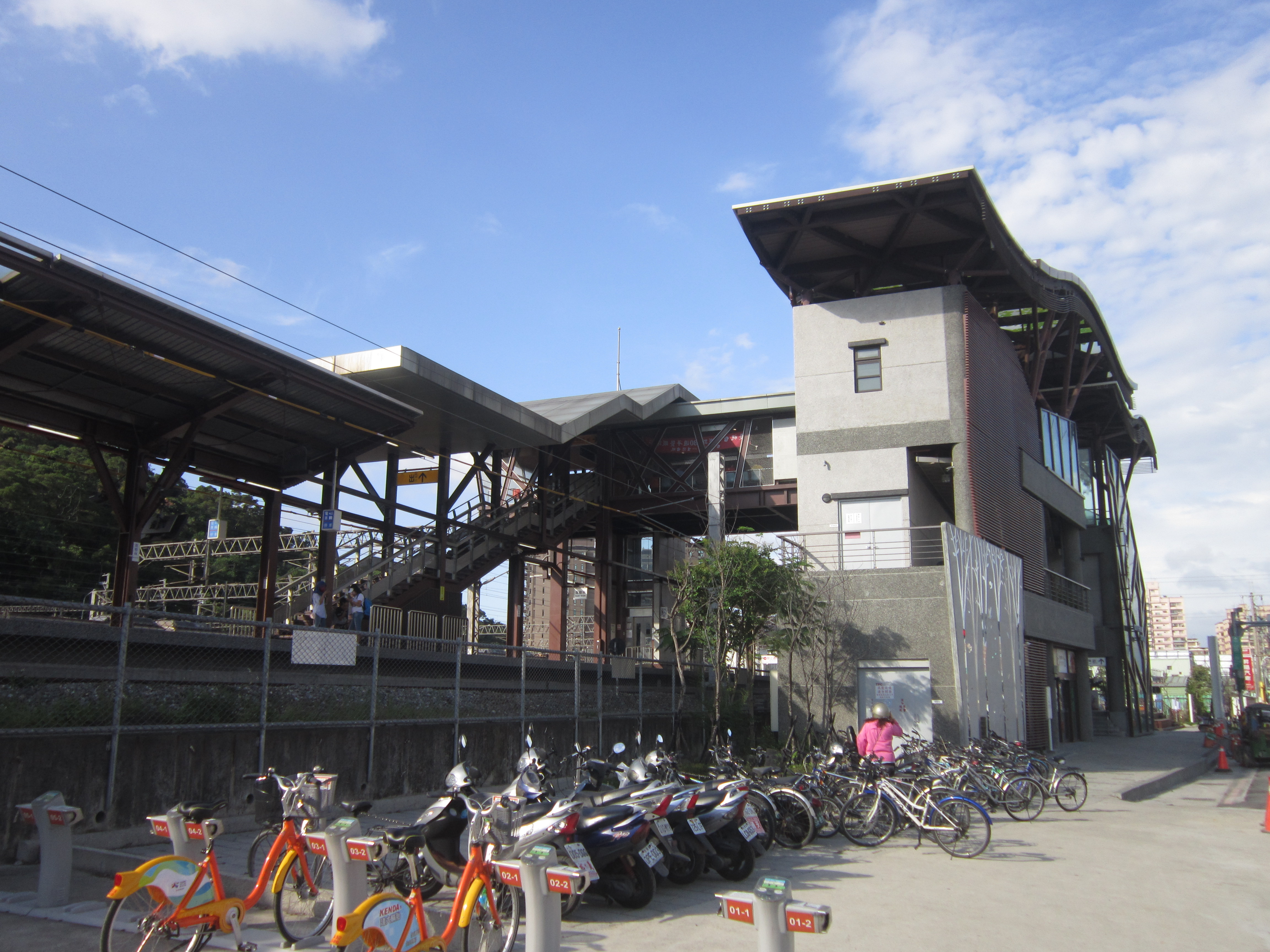
南樹林車站站房、連接天橋及一座島式月台，本站只有一側出口，站外設有公共腳踏車停放柱及公車站牌

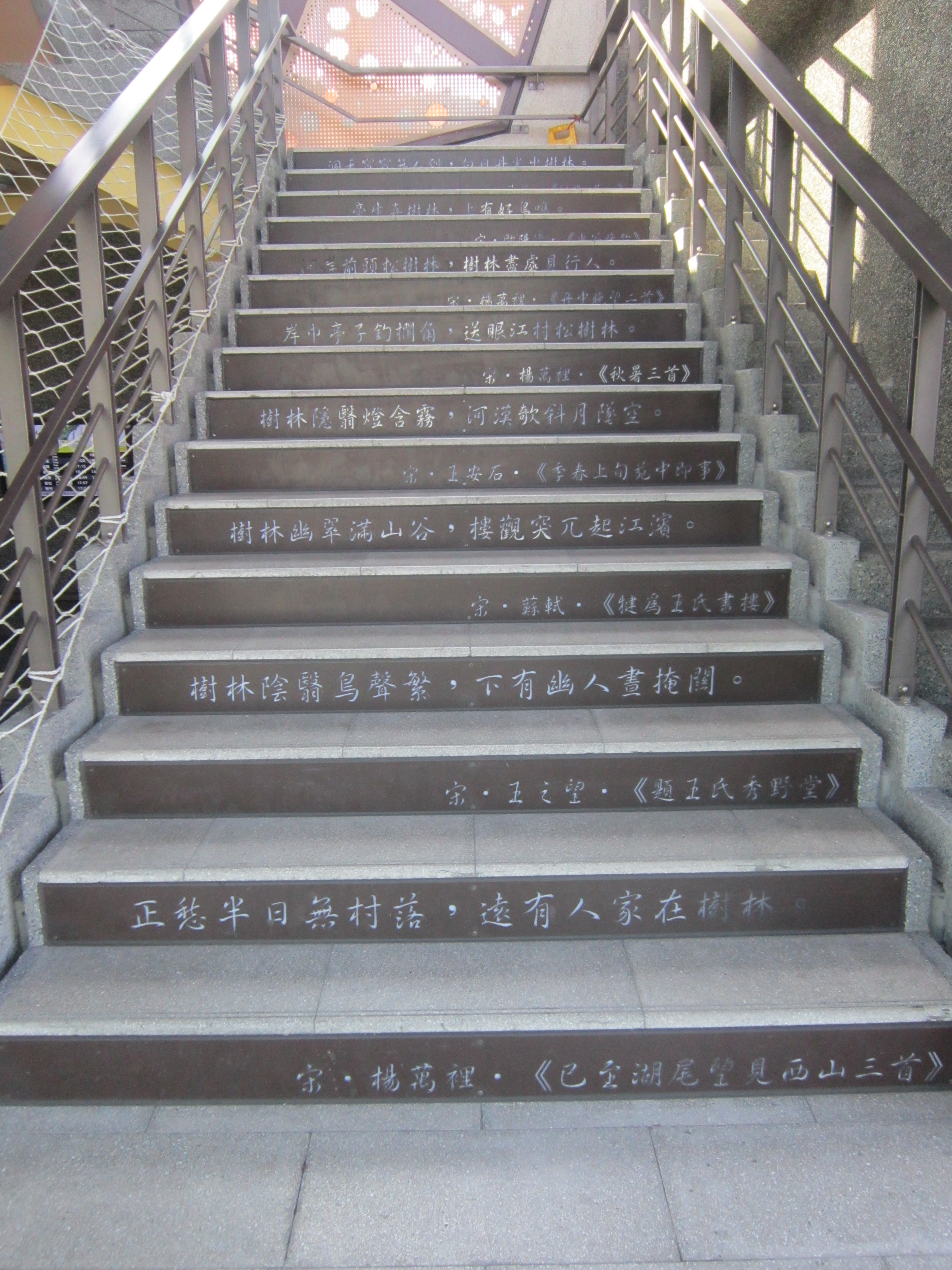
站房內的樓梯

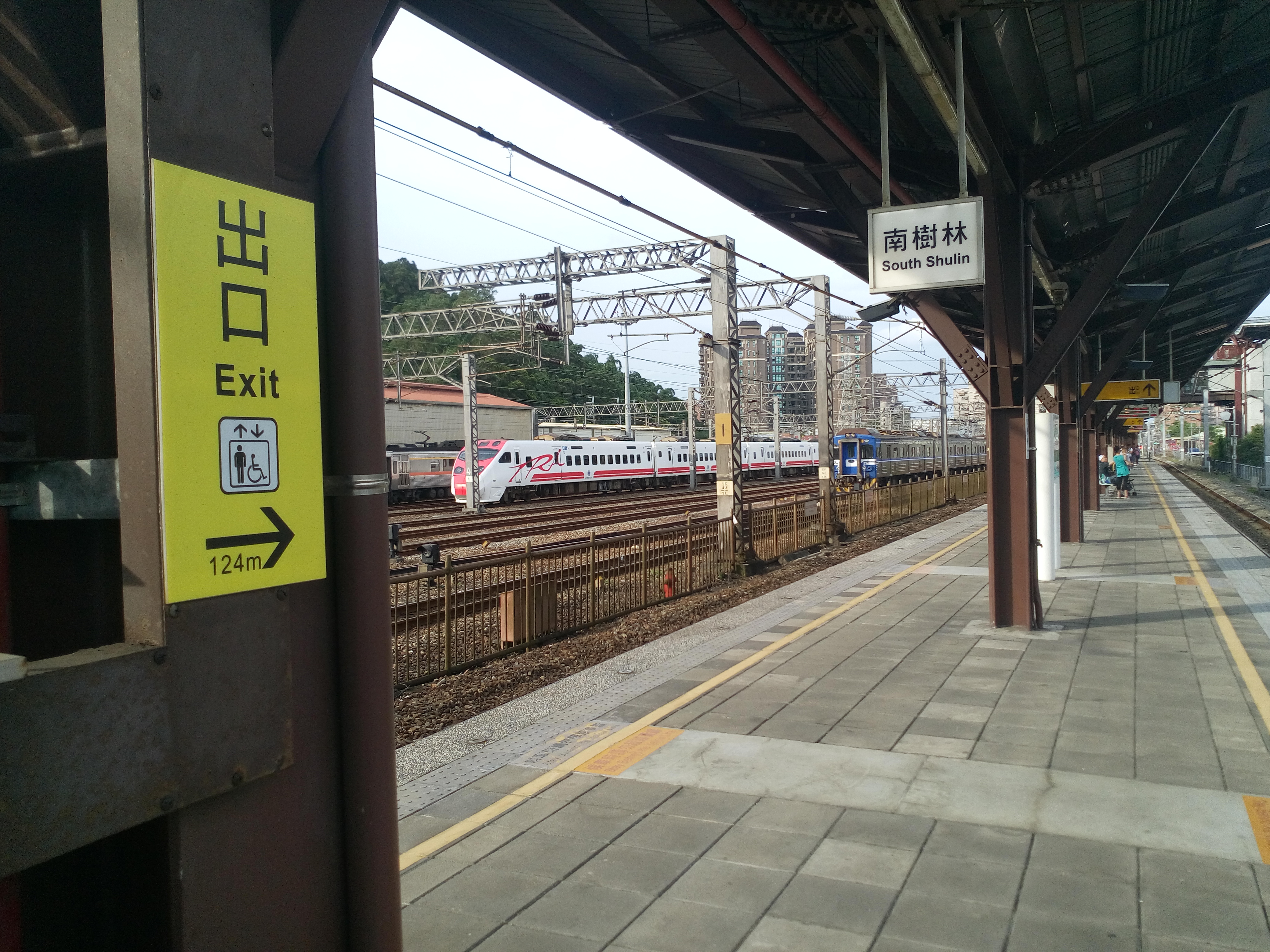
於南樹林車站月台上遠望樹林調車場內停放的各式列車

- 島式月臺一座。

| 1A月臺             | 西部幹線 往 桃園、新竹 方向（山佳） →      |
| 島式月臺，右側開門 |                                            |
| 1B月臺             | ←西部幹線 往 臺北、基隆／蘇澳 方向（樹林） |

## 歷史
- 2007年12月4日：以樹調站為名義舉行動工典禮，但未實質興建。
- 2009年2月：動工，經費新台幣2億1千5百萬元。
- 2015年8月：竣工。
- 2015年12月23日：通車[3][4]。

### 命名過程
通車前擬定站名有「樹山」、「樹調」及「南樹林」等。後經樹林區公所2015年3月25日「樹林調車場簡易車站」命名第2次研商會議決議，訂名南樹林站。
命名會議之調查報告《「新北市樹林區公所民意調查」 調查報告》中，一共訪問1078位區民，對於各候選站名的支持度為：南樹林（42.5%）、東興（30.5%），其餘命名包括：樹林調車場簡易車站（0.4%）、東山（0.3%）、下山佳（0.2%）、樹林調度站（0.1%）、樹佳（0.1%）、台鐵調車場（0.1%）、新興（0.1%）、樹興（0.1%）、新樹林（0.1%）。

## 利用狀況
根據2024年資料，本站每日旅運量約為2,733，在台鐵各站中排行第83名。
| 年   | 年間    | 年間    | 年間      | 日平均 | 日平均 | 來源   |
| 年   | 上車    | 下車    | 上下車計  | 上車   | 上下車 | 來源   |
| ---- | ------- | ------- | --------- | ------ | ------ | ------ |
| 2015 | 4,685   | 3,809   | 8,494     | 521    | 944    | [ 7 ]  |
| 2016 | 289,607 | 267,786 | 557,393   | 791    | 1,523  | [ 8 ]  |
| 2017 | 353,957 | 343,345 | 697,302   | 970    | 1,910  | [ 9 ]  |
| 2018 | 376,459 | 372,935 | 749,394   | 1,031  | 2,053  | [ 10 ] |
| 2019 | 405,545 | 400,195 | 805,740   | 1,111  | 2,208  | [ 11 ] |
| 2020 | 392,770 | 390,210 | 782,980   | 1,073  | 2,139  | [ 12 ] |
| 2021 | 312,829 | 311,648 | 624,447   | 857    | 1,711  | [ 13 ] |
| 2022 | 349,835 | 343,522 | 693,357   | 958    | 1,900  | [ 14 ] |
| 2023 | 470,268 | 456,190 | 926,458   | 1,288  | 2,538  | [ 15 ] |
| 2024 | 507,702 | 492,615 | 1,000,317 | 1,387  | 2,733  | [ 16 ] |

## 外部連結
- 台鐵「樹調站」可望明年底啟用
- 鐵調度場設站有譜 改名樹林南站
- 國營臺灣鐵路股份有限公司 – 南樹林車站 （页面存档备份，存于）